# Фаньце
Фаньце (кит. 反切; піньїнь: fǎnqiè; у дослівному перекладі – розсікання складу) спосіб транскрибування ієрогліфів, який полягає в діленні звукового складу на шен (ініціаль) і юнь (фіналь), які записуються двома окремим ієрогліфами, від першого з яких береться лише шен, а від другого – юнь. Приклади такого транскрибування з'явилися в 3-му столітті в словниках і примітках до творів та використовувалися до 20-го століття.

## Історія
Ранні словники, такі як Ер’я (3 століття) транскрибували методом дежуо (кит. трад. 讀若,; піньїнь: dúruò), який полягав в заміні ієрогліфа на інший з такою ж вимовою. Поява буддизму в Китаї в 1-му столітті принесла індійські фонетичні знання, що могли надихнути на створення фаньце. Учений 6-го століття Янь Чжітуй стверджував, що фаньце вперше використав Сунь Янь (кит. 孫炎) з династії Вей у період Трьох Королівств (220-280 рр. н. е.) у своїй праці Ер’я Їнь І (кит. трад. 爾雅音義, “Звуки та значення Ер’я”). Однак більш ранні приклади фаньце були знайдені в роботах Фу Цяня та Їнь Шао кінця 2-го століття.
Найдавніші джерела прикладів способу фаньце, що дійшли до нашого часу – це фрагменти оригінального словника Юпянь (кит. 玉篇; піньїнь: yùpiān) (544 рік) знайденого в Японії і Цзіндянь Шивень – примітки до класичних творів написаних 583 року. Цей спосіб використовувався в китайському словнику рим Цєюнь (кит. трад. 切韻; піньїнь: qièyùn) опублікованому в 601 році в період династії Суй. У період розквіту класичної китайської поезії за часів династії Тан, Цєюнь став авторитетним джерелом літературної вимови. Одним з найважливіших вдосконалених словників рим був Гуан’юнь (кит. спрощ. 广韵; піньїнь: guǎngyùn) (1007-1008). Навіть після того, як була розроблена більш детальна таблиця рим, фаньце продовжували використовувати в таких словниках як об’ємний Словник Кансі (кит. 康熙字典; піньїнь: kāngxī zìdiǎn), опублікований в 1716 році та Циюань і Цихай 1930-х років.
Під час династії Цін в деяких двомовних китайсько-маньчжурських словниках маньчжурські слова транскрибувалися китайськими ієрогліфами.  Книга “Опубліковане імператором, переглянуте та збільшене дзеркало Цін” (кит. трад. 御製增訂清文鑑) було транскрибована і китайською і маньчжурською, китайські ієрогліфи транскрибувалися –  маньчжурською, а маньчжурське письмо –  китайською, використовуючи фаньце.

## Призначення
Спосіб фаньце полягає в діленні звукового складу на два інших, де перший символ відповідає за ініціаль (кит. 上字, верхнє слово; оскільки китайці писали вертикально), а другий за фіналь (кит. 下字, нижнє слово). Наприклад, ієрогліф 仲 (zhòng) можна транскрибувати за формулою 直众 (zhi zhòng), де перший символ 直(zhi) вказує на вимову ініціалі, а другий – фіналі 众 (zhòng), тобто 仲(zhòng) = 直(zhi) + 众(zhòng). Записувалося це так: 仲, 直众. 

## Науковий підхід
У словнику Цєюнь ієрогліф 反 (fǎn) із слова фаньце (кит. 反切; піньїнь: fǎnqiè) означав  “повертатися”, а 切 (qiè) – “бігти разом” за словником Гуан’юнь (“розрізняння” є більш сучасним значенням). Учений династії Цін – Гу Яньу припустив, що 反 (fǎn) також могло означати “повалення”, але після руйнівних повстань у середині правління династії Тан, його почали уникати. Походження цих двох ієрогліфів неточне. Саме слово фаньце вперше з’явилося у часи династії Сун. 

## Аналіз
Фаньце надає інформацію про звуки ранніх форм китайської мови, але їхнє відновлення не просте. Декілька ієрогліфів можна було використати для відображення ініціаля та фіналя, але жоден символ ніколи не позначав самого себе.
Однак, можна розпізнати ініціаль та фіналь, що лежать в основі великої та послідовної збірки фаньце, використовуючи метод, що вперше використав кантонський учений Чень Лі в 1842 році в його словнику Гуан’юнь. Наприклад:
- 東 записувалося 德 + 紅,
- 德 записувалося 多 + 特,
- 多 записувалося 德 + 河.

Це означає, що 東, 德 і 多 мали однакову ініціаль. Дотримуючись такого способу Чень зміг визначити категорії однакових ініціалей і аналогічно визначив фіналі. Не знаючи про роботу Ченя шведський лінгвіст Бернард Карлгрен повторив аналіз та визначив початкові та кінцеві символи в 1910-х роках.
Метод Ченя може визначити категорії ініціалей та фіналей, але не їхні звукові значення для яких потрібні інші доводи. Таким чином середньокитайська мова була перебудована Карлгреном і пізнішими вченими шляхом порівняння цих катекорій з сино-ксенською вимовою і сучасними різновидами китайської мови.

## Фонетичні таблиці
На основі фаньце створювалися фонетичні таблиці, де кожен ієрогліф містився на перетині осей ініціалей та фіналей. Прикладом може слугувати словник ”Дзеркало рим Юнь Цзін”, побудований у вигляді 43 таблиць. Кожна таблиця поділяється на чотири частини згідно з кількістю тонів, ініціалі розподіляються за приголосними на п'ять категорій; враховується наявність або відсутність проміжних голосних – медіалей. Згодом таблиці та словники рим багаторазово дублювалися із збереженням запису старих звучань ієрогліфів, що зрештою призвело до невідповідності канонічного фаньце реальній вимові і римі, адже вимова ієрогліфів змінювалася протягом століть. 

## Недоліки фаньце
- Спосіб фаньце використовував забагато ініціалей та фіналей. Понад 400 ініціалей і понад 1000 фіналей.
- Ініціалі мають звук, але не мають рими, а фіналі мають риму, але не мають звуку.
- Невідповідність фаньце реальній вимові і римі.